# Национална библиотека Бутана
Национална библиотека Бутана (џонгкански:འབྲུག་རྒྱལ་ཡོངས་དཔེ་མཛོད།, енгл. National Library of Bhutan་), се налази у Тимбу, главном граду Бутана. Онована је 1967. године ради очувања и промоције богатог културног и верског наслеђа Бутана.

## Историја
Библиотека је први пут основана под патронатом краљице Аши Пунцо Чаден (1911—2003) 1967. године и поседовала је мали фонд драгоцених текстова. Библиотека је првобитно смештена у централној кули Ташичоџонга. Касније, како је растао фонд библиотеке, она је премештена у Тимбу. Нова здграда у којој је смештена библиотека грађена је у традиционалној Џонгкашкој архитектури. Трошкови изградње овог објекта је у потпуности сносила влада Бутана без иностране помоћи. Зграда је завршена 23. новембра 1984. године, а библиотека је почела са радом крајем те године. 
Крајем XX века библиотека је поседовала око 10.000 књига.

## Национална архива
Архив је институција која чува и штити архивску грађу. Он је одговоран за очување прошлости Бутана за будуће генерације које долазе. 
У јулу 2000. године влада Данске потписала је споразум са владом Бутана како би пружила помоћ у изградњи модерне архивске зграде. Ова приземна зграда, која је завршена 2004. године је опремљена савременом безбедносном техником и противпожарни системом, као системима који регулушу температуру и влажност.
У архиви су смештени најважнији документи из прошлости Бутана, стара писма и око 7.000 важних фотографија. У архиви се такође држе и микрофилмови.

## Галерија
- Унутрашњост библиотеке
- Унутрашњост библиотеке